# 沃爾特·史考特·休斯頓
沃爾特·史考特·休斯頓（英語：Walter Scott Houston，1912年5月30日—1993年12月23日）是向大眾推廣天文學的美國業餘天文學家。他於1946年至1993年在《天空與望遠鏡》雜誌上撰寫"深空奇觀"（Deep-Sky Wonders）的專欄。

## 傳記
休斯頓於1912年出生於威斯康辛州的蒂佩卡諾埃。他就讀於威斯康辛大學，在蠟裡取得了英語學位。畢業後，他在威斯康辛星州、俄亥俄州、阿拉巴馬州、堪薩斯州、密蘇里州和康涅狄格州的大學和公立學校任教。在二次大戰期間，他是路易士安納州塞爾曼場陸軍-空軍飛行員高級導航學校的講師。在1960年，他搬到康涅狄格州，在那兒他成為美國教育出版物的編輯。他擔任這個職務一直到1974年退休

## 對業餘天文學的貢獻
在男孩的時候，休斯頓學會了製造顯微鏡和天文望遠鏡，並發展出對業餘天文學的興趣。他很快就觀察完梅西耶目錄所有103個星雲和星團。在威斯康辛大學期間，他開始觀察變星，並在1931年加入美國變星觀測者協會（AAVSO）。最終，他為AAVSO貢獻了12,000多個變星觀測。
休斯頓在1950年代生活在堪薩斯州時，對流星活動進行了電波監測。他的小組操作著第一個由業餘愛好者設計的自動數據搜集系統，用以連續、長期地收集流星事件的數據。儘管現在已有其它方法可以使用，目前大多數前向散射的自動檢測系統的基礎，仍然使用相同的方法。
在1955年，休斯頓召集了數十人做為衛星觀測員，進行月球觀測行動。在1958年，他在堪薩斯州曼哈頓的月球觀測站是第一個看到美國第一顆人造衛星探險家1號的觀測站。
休斯頓通過談論、觀看衛星，和要求捐款，積極為該專案籌集資金。他的募捐非常成功，堪薩斯州立大學的總裁將休斯頓的團隊納入了他們的年度科學研究總結，物理系也捐贈設備給團隊。
休斯頓最出名的是為《天空與望遠鏡》雜誌撰寫的"深空奇觀"專欄，這個專欄普及了對深空天體的觀測。他在專欄的最後一篇文章發表在1994年，是在他去世後的第二年。他還出版了一份名為《大平原觀察家》的區域通訊，分發給幾千名業餘天文學家。

## 火星衛星的變局
在1959年，休斯頓在《大平原觀察家》4月版上發表一篇文章，做為慶祝愚人節的騙局：
就在上星期，塞拉斯大學的亞瑟·哈亞爾博士報告說，火星的衛星實際上是人造衛星……用最精準的名詞來表達的意義，它們實際上是太空站……儘管將如次壯觀的設備送入軌道的種族可能已經滅絕，它們仍然成為人類所知最偉大的智慧成就紀念碑。
文章中提到的哈亞爾博士和塞拉斯大學都是虛構的。
據說，在蘇聯科學家約瑟夫·什克洛夫斯基接受共青團真理報採訪後，這個騙局很快就引起全世界的關注。耶基斯天文台的傑拉德·古柏引述什克洛夫斯基的說法，"他非常聰明，不會相信這種無稽之談。"

## 榮譽
由愛德華·鮑威爾於1984年在安德森·梅薩站發現的主帶小行星(3031) 休斯頓，以他的名字命名。東北地區天文學聯盟的沃爾特·史考特·休斯頓獎也是以他的名字設立的。在1974年，他在密西根州東蘭辛舉行的全美天文學聯合會上獲得天文學聯盟獎，並且是該次會議的主要演講者。

## 休斯頓的著作
- "深空奇觀"：他在《天空與望遠鏡》雜誌上撰寫的專欄合輯。

## 外部連結
- The "Walter Scott Houston Award" （页面存档备份，存于） of the North East Region Astronomical League